# Yamaha YZF-R1
La Yamaha YZF-R1 es una motocicleta super deportiva de la marca Yamaha Motor Company. La R1 tiene como procedencia la Yamaha YZF1000R.  

## 1998-1999
Yamaha lanzó la YZF-R1 después de rediseñar el motor Génesis para crear un motor más compacto levantando el eje de entrada de la caja de cambios y permitiendo que el eje de salida de la caja de cambios se coloque debajo de él. A esta "caja de cambios apilada" le siguieron otros fabricante. Compactar el motor hizo que el motor fuera mucho más corto, lo que permitió acortar la distancia entre ejes. Esto permitió que el diseño del bastidor colocara el peso del motor en el bastidor para facilitar el manejo debido a un centro de gravedad optimizado.. El basculante podría alargarse sin comprometer la distancia entre ejes total, que era de 1.385 mm (54,5 pulgadas). Cuatro carburadores Keihin CV de 40 mm alimentaban el motor con combustible. Tenía horquillas delanteras KYB invertidas de 41 mm y frenos de disco semiflotantes de 300 mm. El panel de instrumentos era eléctrico con sistema de autodiagnóstico y lectura de velocidad digital. El sistema de escape utilizaba la válvula de potencia máxima de escape (EXUP) de Yamaha , que controlaba el flujo de gases de escape para maximizar la producción de potencia del motor a todas las revoluciones. Esto creó un motor de alta potencia y alto par. La Yamaha YZF-R6 se introdujo en 1999 como la versión de 600 cc de la súper moto R1.
El 1999 R1 solo vio cambios menores, aparte de la pintura y los gráficos. Otras mejoras fueron un varillaje de cambio de marcha rediseñado y el aumento de la longitud del eje de cambio de marcha. La capacidad de reserva del tanque de combustible se redujo de 5.5 a 4.0 L (1.21 a 0.88 imp gal; 1.5 a 1.1 US gal), mientras que la capacidad total del tanque de combustible se mantuvo sin cambios en 18 l (4.0 imp gal; 4.8 US gal).
Las pruebas de Motorcycle Consumer News del año modelo 1998 YZF-R1 arrojaron un tiempo de 0 a 60 mph (0 a 97 km / h) de 2,96 segundos y de 0 a 100 mph (0 a 161 km / h) de 5,93 segundos, a0 a 1 ⁄ 4  mi (0.00 a 0.40 km) de tiempo de 10.19 segundos a 131.40 mph (211.47 km / h), y una velocidad máxima de 168 mph (270 km / h), con desaceleración de 60 a 0 mph (97 a 0 km / h) h) de 113,9 pies (34,7 m).  Para el año modelo 1999, laspruebas Cycle World registraron un tiempo de 0 a 60 mph (0 a 97 km / h) de 3.0 segundos, 0 a 1 ⁄ 4  mi (0.00 a 0.40 km) de 10.31 segundos a 139.55 mph (224,58 km / h) y una velocidad máxima de 170 mph (270 km / h).

## 2000-2001

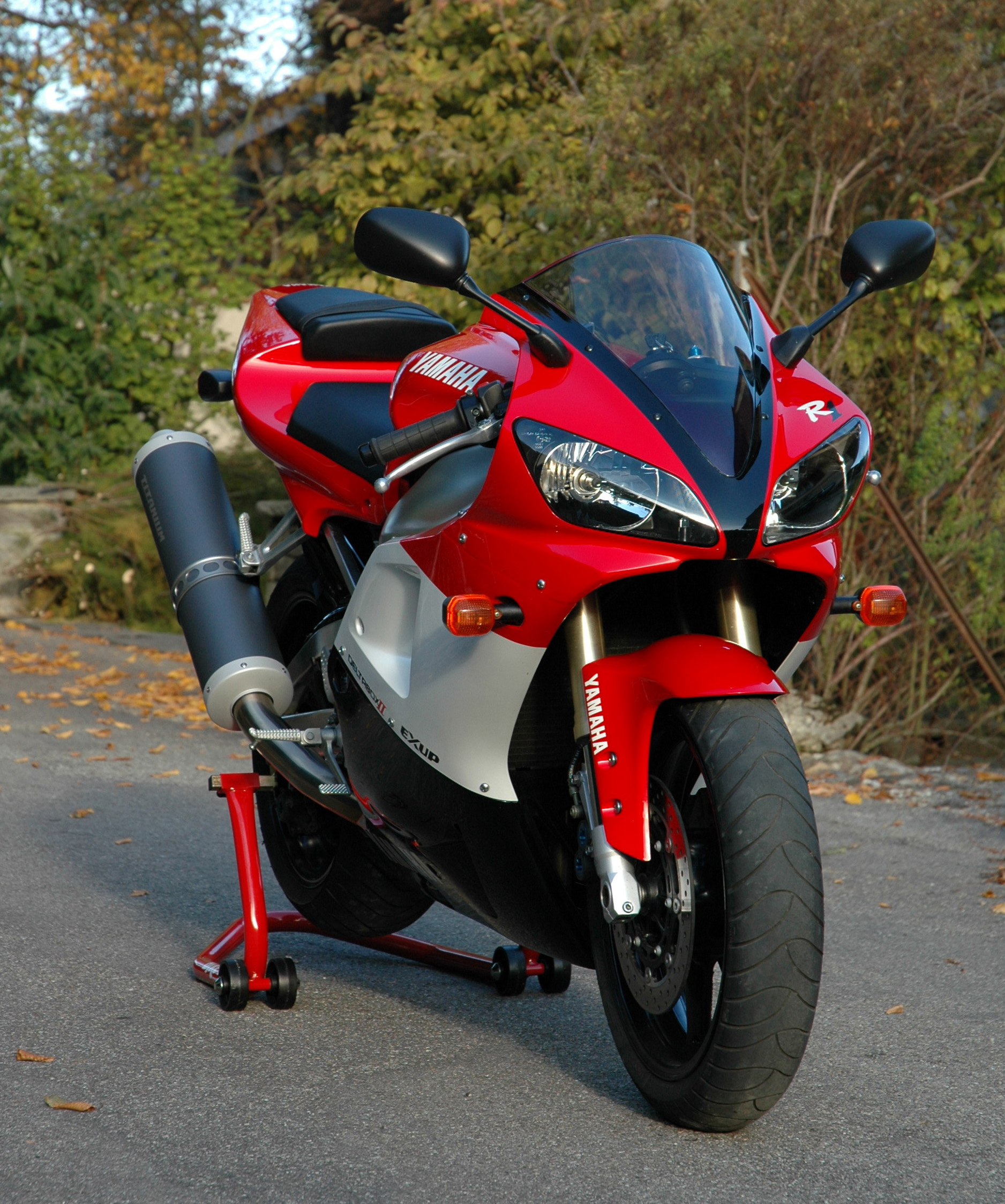
Yamaha YZF-R1 producida en el 2000

En 2000, Yamaha introdujo una serie de cambios para mejorar la motocicleta y cambios menores en la carrocería para permitir un mejor manejo durante la conducción. El principal objetivo de diseño de Yamaha era perfeccionar la motocicleta preexistente y no rediseñarla. El peso seco se redujo cinco libras a 414 libras (188 kg). 
Con 127,8 hp (95,3 kW) en la rueda trasera,  potencia máxima se mantuvo igual, pero los cambios en el sistema de gestión del motor estaban destinados a dar como resultado una distribución de potencia más suave y amplia. La carrocería seguía siendo inconfundiblemente R1, aunque se hicieron algunos cambios que dieron como resultado una reducción del 3% en el coeficiente de resistencia . El perfil de la carcasa del faro se afinó, los paneles laterales se hicieron más aerodinámicos y resbaladizos, y el parabrisas se reformó para una mejor protección del conductor.
La zona de asientos también se actualizó. El tanque de combustible fue remodelado, con un ángulo trasero más relajado y huecos más profundos para las piernas para brindar una mejor sensación al conductor. El asiento se extendió más hacia la parte trasera del tanque y la nueva posición de asiento más empinada puso un peso adicional en la parte delantera. Todo esto tenía como objetivo mejorar el sesgo del peso y ofrecer curvas más pronunciadas y más estabilidad.
Mecánicamente, los carburadores se volvieron a inyectar en un esfuerzo por mejorar la respuesta del acelerador, especialmente en el extremo bajo, hasta la línea roja de 11,750 rpm de la bicicleta . Los árboles de levas rediseñados se aligeraron y utilizaron vías internas de aceite para lubricar los muñones que, cuando se combinaban con una holgura reducida del taqué , proporcionaban menos fricción y generaban menos ruido en el motor. La caja de cambios recibió una primera marcha más alta, un eje de cambio de molibdeno de cromo hueco con un cojinete adicional y un varillaje de cambio y un pedal completamente rediseñados. Estos cambios tenían como objetivo eliminar los problemas con la transmisión en modelos anteriores y ayudar a transferir sin problemas la potencia de la bicicleta a la carretera.

## 2002-2003

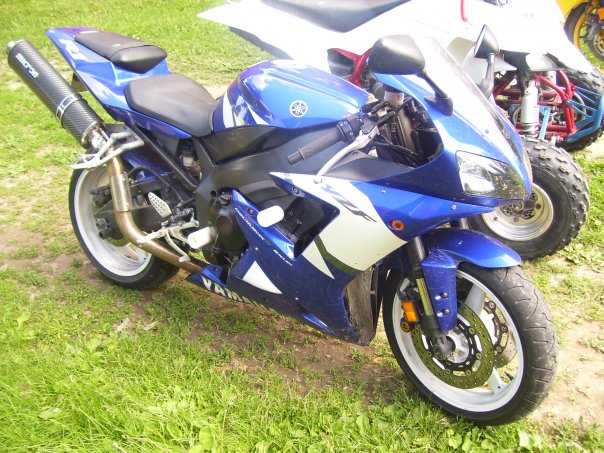

Se introdujo un nuevo sistema de inyección de combustible para el año 2002, que funcionaba como un carburador al emplear una corredera de carburador CV controlada por el vacío creado por el motor. Con una potencia similar a la de la bicicleta 2000-2001, el motor se mantuvo prácticamente igual. Una mejora notable fue el uso de nuevas camisas de cilindro de una aleación de alto contenido de silicio que contiene magnesio que minimiza la distorsión inducida por el calor, reduciendo el consumo de aceite. También en 2002, Yamaha lanzó el marco Deltabox recientemente desarrollado, que, con su construcción hidroformada, redujo el número total de soldaduras de marcos. Estos cambios mejoraron la rigidez del cuadro en un 30%. El sistema de enfriamiento fue rediseñado para un mejor desempeño y compacidad. El sistema de escape se cambió de un 4 en 1 a un nuevo diseño de titanio 4 en 2 en 1. La parte trasera de la motocicleta se actualizó y simplificó con un LEDluz de la cola. Esto permitió líneas de carrocería traseras muy limpias al elegir una de varias modificaciones comunes después del mercado, como la eliminación de las varillas de las señales de giro y el soporte de la placa de matrícula; y reemplazarlos con una variedad de repuestos disponibles que "abrazan" el cuerpo o el marco. Además, la iluminación de la parte delantera se mejoró en 2002, entre los faros de mayor definición y también las luces de "estacionamiento" laterales dentro del panel de dos faros, dando una apariencia más angular. Esto también brindó posibilidades adicionales del mercado posterior, como quitar las luces direccionales delanteras y usar estas luces delanteras como marcadores direccionales o de peligro mientras está parado. Para 2003, el único cambio fue la instalación de luces de emergencia y luces de cruce, que permanecen encendidas todo el tiempo que el motor está en funcionamiento.
En 2002, Cycle World informó el consumo de combustible de 38 mpg -US (6,2 L / 100 km; 46 mpg -imp ), un 0 a 60 mph (0 a 97 km / h) tiempo de 2,9 segundos, un 0 en 1 / 4  mi (0,00 a 0,40 km) de tiempo de 10,32 segundos a 137,60 mph (221,45 km / h), y una velocidad máxima de 167 mph (269 km / h). 

## 2004-2005
Con el avance de la competencia, Yamaha realizó algunos cambios importantes en el modelo. Esto incluyó actualizaciones de estilo, como un escape doble debajo del asiento, y mejoras de rendimiento que incluyen frenos radiales y, por primera vez, una entrada de aire Ram R1 . Además, la tendencia a los caballitos de producciones anteriores se redujo cambiando la geometría del cuadro y la distribución del peso. El motor completamente nuevo ya no se usaba como un miembro estresado del chasis y tenía un cárter superior y un bloque de cilindros separados .
2005 instrumentación YZF-R1
El 2004 R1 pesa 172 kg (379 lb) en seco. Las pinzas de freno delanteras convencionales fueron reemplazadas por pinzas de montaje radial, activadas por un cilindro maestro radial. Este año también se agregó un amortiguador de dirección instalado de fábrica . Combinado con los cambios en el cuadro, esto ayudó a eliminar la tendencia del manillar a temblar violentamente durante una aceleración o desaceleración rápida en superficies menos que perfectas, un fenómeno conocido como oscilación de velocidad o golpe de tanque .
Las pruebas de Motorcycle Consumer News del año modelo 2004 YZF-R1S arrojaron un tiempo de 0 a 60 mph (0 a 97 km / h) de 3.04 segundos y de 0 a 100 mph (0 a 161 km / h) de 5.42 segundos, un cuarto de hora. tiempo de la milla de 9,90 segundos a 144,98 mph (233,32 km / h) y una velocidad máxima de 179 mph (288 km / h). 
John McGuinness ganó la carrera sénior en el TT Isla de Man 2005 .

## 2006
El basculante se extendió 20 mm (0,79 pulgadas) para reducir la inestabilidad de la aceleración. En este año, Yamaha también lanzó una versión de edición limitada en los colores de carreras originales de Yamaha para celebrar su 50 aniversario. El modelo (LE / SP) tenía unidades de suspensión Öhlins personalizadas delanteras y traseras Kenny Roberts desarrolladas por el mismo equipo que la moto YZR-M1 MotoGP. Las ruedas Marchesini de aluminio forjado personalizadas diseñadas específicamente para la LE redujeron casi una libra del peso no suspendido. Un embrague antirrebote con limitación de par y un cronómetro de vueltas integrado completan el paquete, lo que convierte a la LE prácticamente en una carrera de producción. Solo se fabricaron 500 unidades para los Estados Unidos con otras 500 unidades para Europa.

## 2007–2008

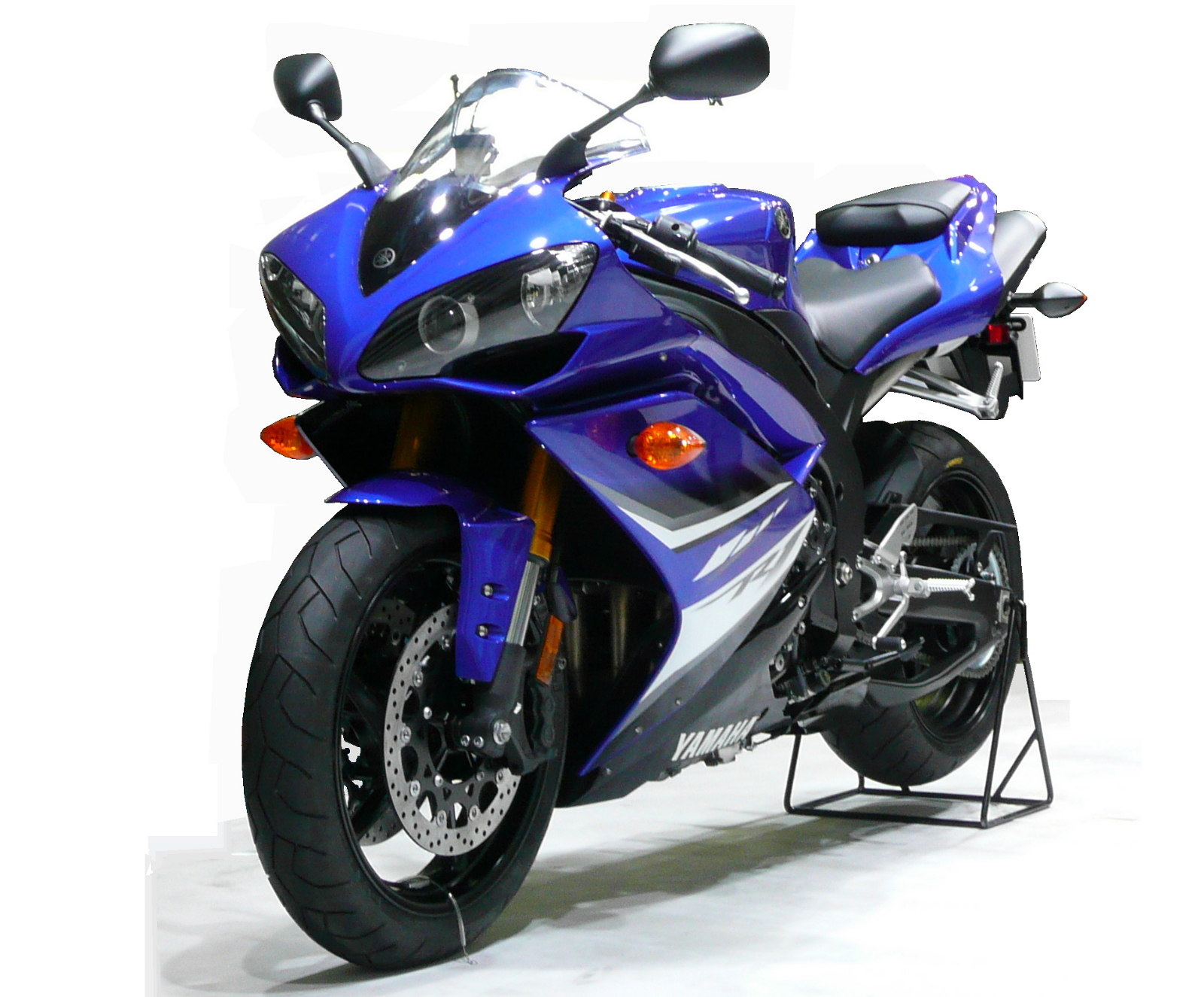
2007-2008 YZF-R1

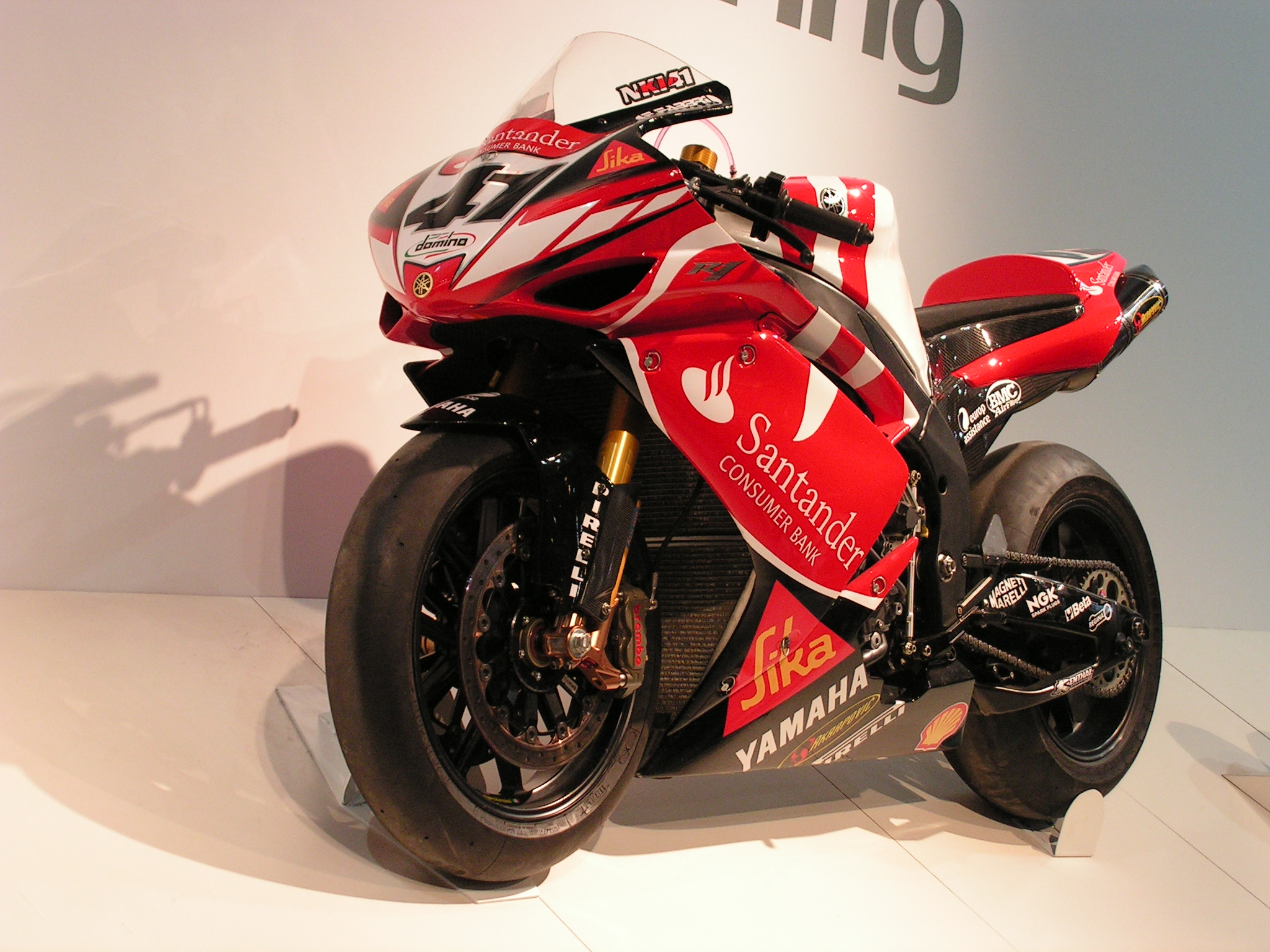
2007 Yamaha YZF-R1 usada por Noriyuki Haga en el Campeonato Mundial de Superbikes.

El 8 de octubre de 2006 se anunció una YZF-R1 completamente nueva para el modelo del año 2007. Tenía un cuatro en línea completamente nuevo, que volvía a ser un motor más convencional de cuatro válvulas por motor. -diseño de cilindros en lugar del diseño Genesis de cinco válvulas característico de Yamaha. También tenía el sistema electrónico embudo de admisión de longitud variable de Yamaha Chip Control Intake (YCC-I), sistema de acelerador de control de chip Yamaha (YCC-T) fly-by-wire, deslizador embrague, cuadro Deltabox de aluminio completamente nuevo y basculante, pinzas de freno delanteras de montaje radial de seis pistones con discos de 310 mm, un radiador más ancho y estilo M1 en las nuevas tomas de aire ram grandes en el carenado delantero. No hubo cambios importantes para 2008.
La potencia en la rueda trasera era 180 caballos (182,5 CV) @ 10,160 rpm. Las pruebas de Motorcycle Consumer News del año modelo 2007 YZF-R1 arrojaron un 0 a 60 millas por hora (0 a 96,6 km/h) tiempo de 2,94 segundos y 0 a 100 millas por hora (0 a 161 km/h) de 5,46 segundos, un tiempo de ¼ de milla de 9,88 segundos en 145,5 millas por hora (234,2 km/h).

## 2009–2014

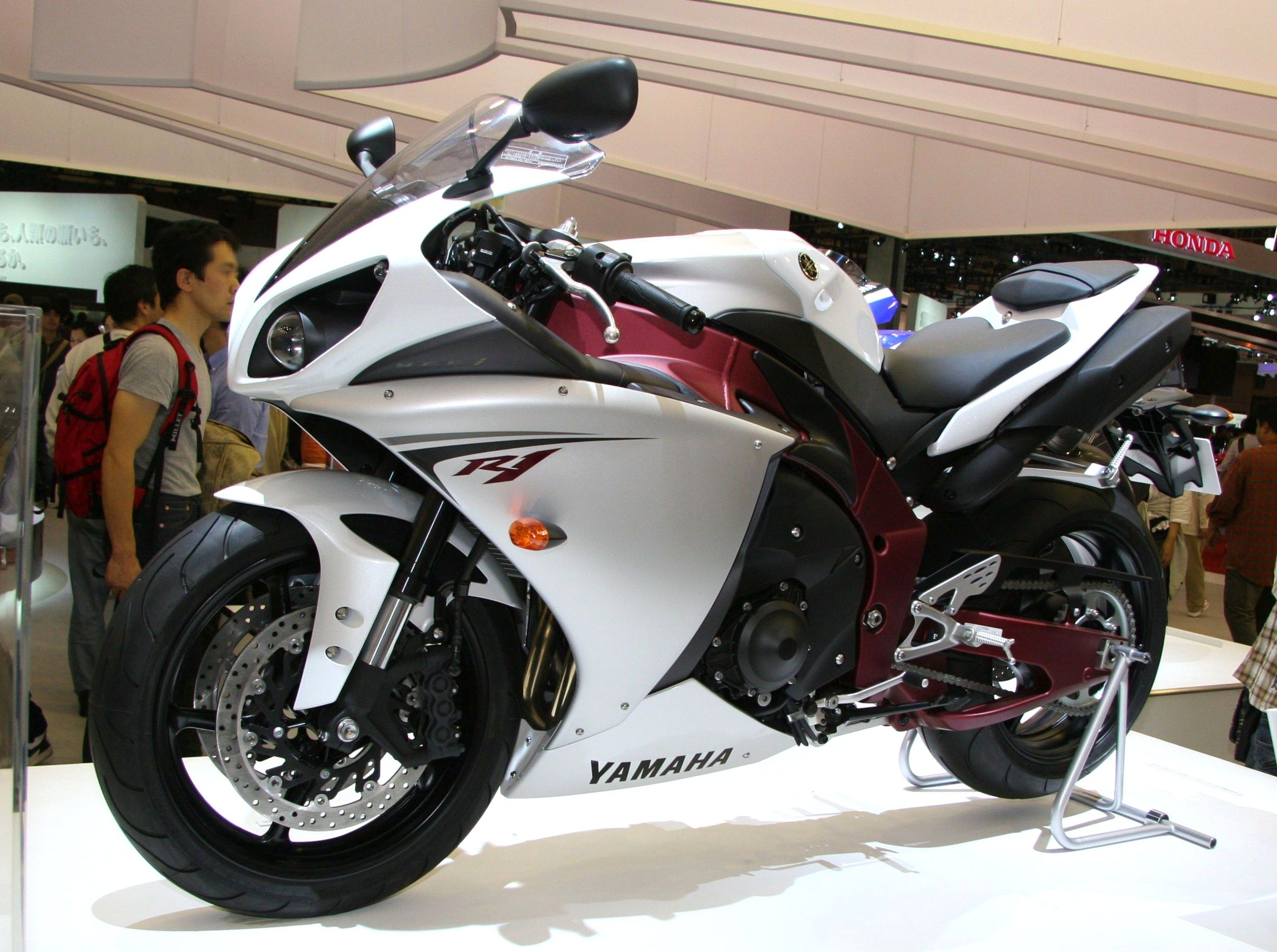
2009 YZF-R1 Limited Launch Edition

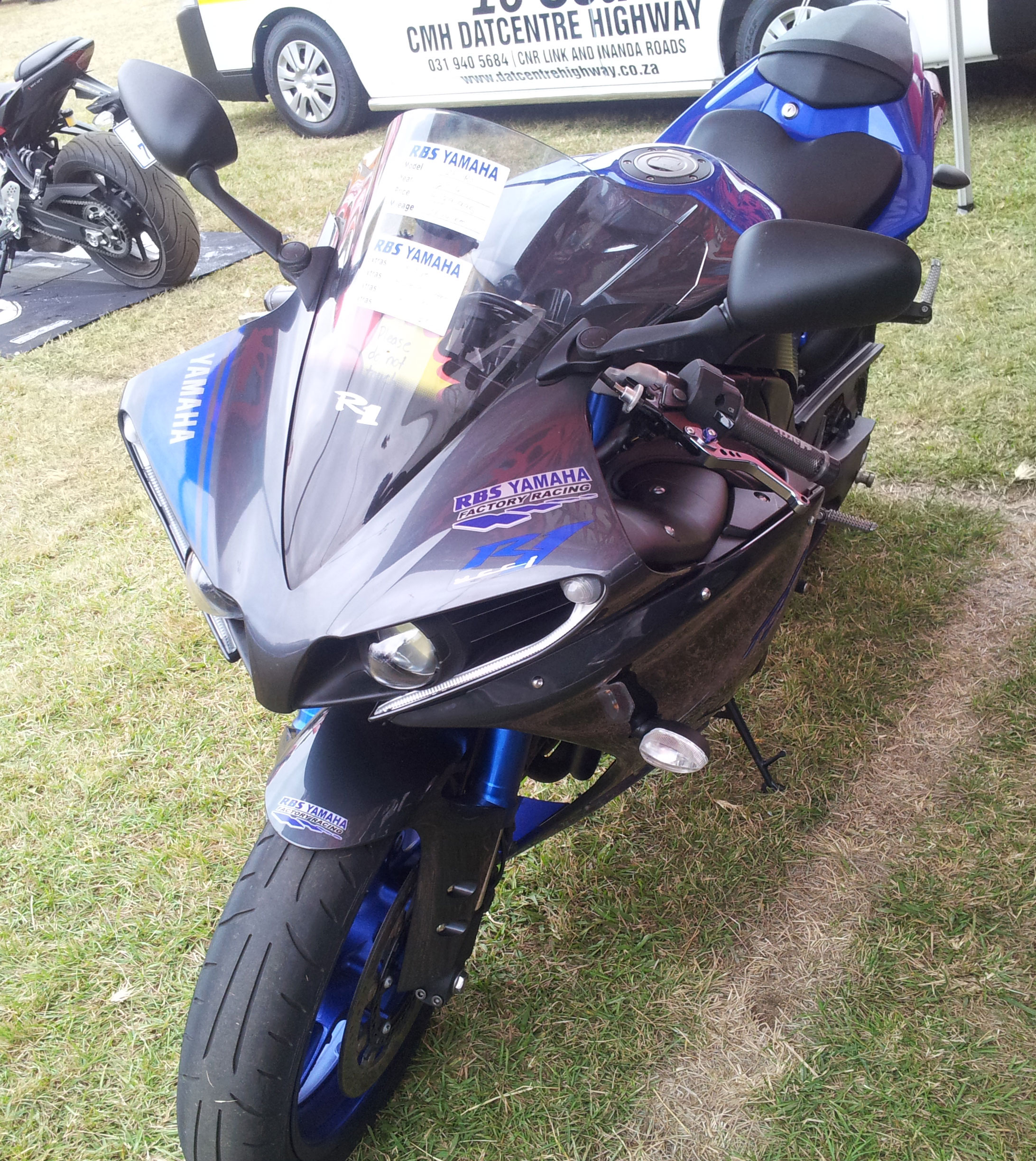
2011 YZF-R1

A finales de 2008, Yamaha anunció que lanzaría una R1 totalmente nueva para 2009. La nueva R1 tomó la tecnología de motor de la moto M1 MotoGP con su cigüeñal crossplane, convirtiendo a la R1 de 2009 en la primera moto deportiva de producción en usar un cigüeñal crossplane. La entrega de potencia es la misma que con un V4 de 90° con un cigüeñal de 180° ( como el Honda VFR800, y similar al 65° V4 en el Yamaha V-Max). Yamaha afirmó que la moto le daría al ciclista "dos motores en uno", con el par de torsión bajo de un bicilíndrico y el ritmo de un cuatro en línea.[cita requerida] Al igual que con la encarnación anterior del R1, el modelo 2009 usó Yamaha Chip Control Throttle (YCC-T).
Otro avance incluido en el modelo 2009 fue el mapeo de la válvula de control del acelerador en modo D, que permite al conductor elegir entre tres mapas distintos según el entorno del conductor. Cada modo de operación controla las características del YCC-T, cambiando la forma en que el R1 reacciona a las acciones del ciclista. El primer modo es el modo estándar, que ofrece rendimiento para una amplia variedad de condiciones de conducción. El segundo modo es el modo "A", que le dará al ciclista más potencia disponible en el rango de RPM bajo a medio. El tercer modo es el modo "B", un retroceso del modo anterior diseñado para suavizar la respuesta del acelerador en condiciones climáticas adversas y tráfico pesado. El piloto controla el control del acelerador en modo D a través de un botón de modo de avance cerca del acelerador. El panel de instrumentos era más completo que el de los modelos anteriores y el modelo Yamaha YZF-R1 2009/2010 tenía un indicador de marcha de serie.
El manejo general del R1 se mejoró mediante cambios en el marco y la suspensión. Se diseñó un nuevo bastidor auxiliar de magnesio fundido para el R1 2009, lo que resultó en un peso más bajo y ayudó a la centralización de masas. El amortiguador trasero del 2009 ofrece amortiguación de velocidad variable, así como una precarga ajustable con tornillos fácil de modificar. El amortiguador trasero conectado debajo del basculante a través de un varillaje, un cambio con respecto a los modelos anteriores. Para mejorar el manejo y la seguridad en general, Yamaha incluyó un amortiguador de dirección electrónico.
El frente tenía las mismas señales de diseño clásicas del R1, aunque la ubicación de la toma de aire y el diseño de los faros delanteros se renovaron en el modelo 2009. Este nuevo diseño usó solo lámparas de proyector en los faros y usó el nuevo espacio de diseño en la parte delantera para colocar tomas de aire ram junto a las luces.
Probando el modelo 2010 en una pista de carreras tri-oval, la revista Motorcyclist informó un tiempo de 0 a 1/4 de milla (0 a 0,4 km) de 10.02  segundos @ 144,23 millas por hora (232,1 km/h), y consumo de combustible de 25 millas por galón americano (10,6 km/L). Motorcycle Consumer News informó una velocidad máxima probada de 176,7 millas por hora (284,4 km/h).
En 2012, la Yamaha YZF-R1 recibió control de tracción y un frente rediseñado, y se lanzó una edición especial 50th Anniversary R1. La edición especial conmemora el participación de Yamaha en MotoGP, y sus colores están inspirados en la moto de MotoGP ganadora del Assen TT . Solo se fabricaron 2000 unidades de esta edición.

## 2015–presente

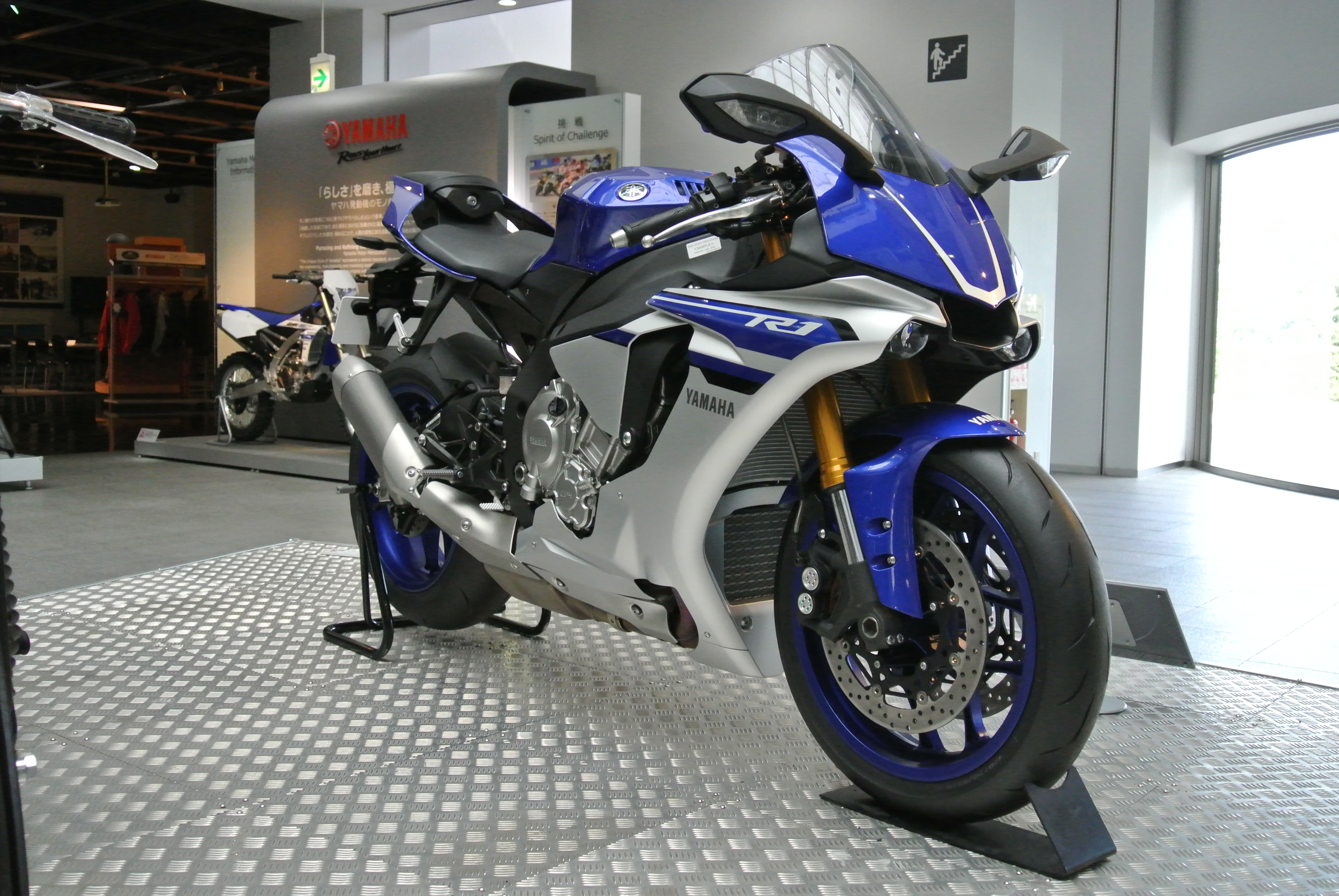
2015 YZF-R1

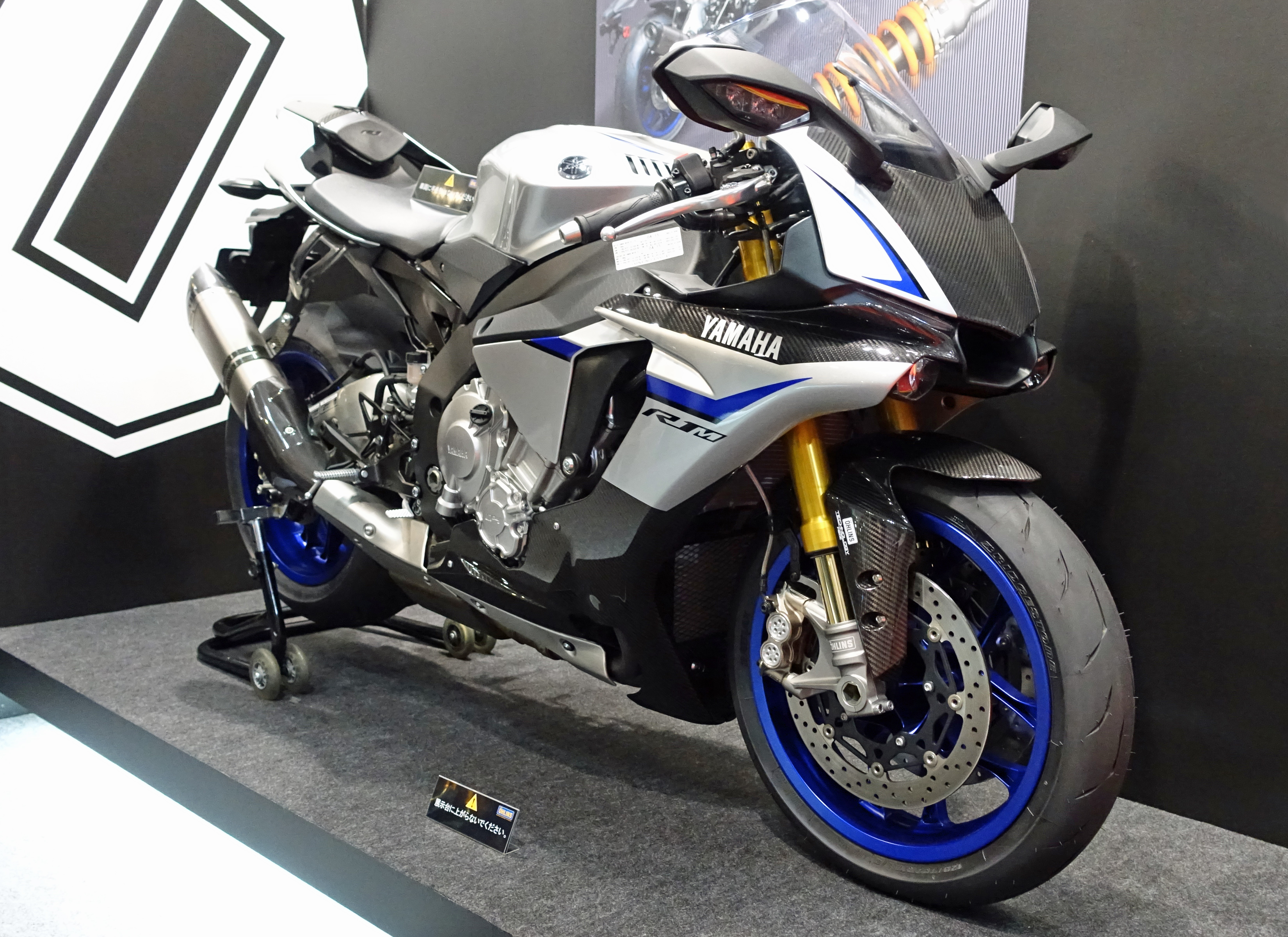
Yamaha R1M at 2015 Tokyo Motor Show

En la exhibición de motocicletas del centenario EICMA, Yamaha presentó oficialmente una nueva generación de R1, similar al YZR M1 contemporáneo. Yamaha reclama un peso húmedo de 439 lb (199,1 kg). Los cambios en el motor incluyen una relación de diámetro a carrera reducida, una caja de aire más grande, un sistema de válvula de seguidor de dedo y bielas de titanio partido por fractura. Las ruedas de magnesio son estándar y la información se presenta al ciclista a través de una pantalla de película delgada personalizable por el usuario.
La nueva moto tiene un paquete electrónico que incluye un sofisticado Sistema de control de tracción (TCS), un Sistema de control de deslizamiento (SCS), un Sistema de control de elevación anti-caballitos (LIF), frenos antibloqueo , un Control de lanzamiento Sistema (LCS), un Quick Shift Sistema (QSS) y modos de potencia seleccionables. El sistema de control deslizante de la R1 es el primero en una motocicleta de producción. La información se alimenta a la bicicleta a través de una unidad de medición inercial de seis ejes y otros sensores sobre 100 veces por segundo. La entrega de potencia se reduce a través de la manipulación de la válvula de mariposa y encendido y cortes de combustible.
También se produce un segundo modelo de producción limitada con especificaciones más altas llamado R1M, y se diferencia del modelo estándar por tener componentes más caros, como la suspensión electrónica semiactiva Öhlins, la carrocería de fibra de carbono, la Unidad de control de comunicación (CCU) de Yamaha, un sistema de registro de datos Y-TRAC y neumáticos Bridgestone de mayor agarre con un tamaño trasero más grande de 200/55.
A partir de 2016, también se ofrece el modelo R1S de menor especificación.

## Especificaciones
| Year                                      | 1998 - 1999                                                                                       | 2000–2001                                                                          | 2002 - 2003                                                                        | 2004–2005                                                                          | 2006                                                                                              | 2006 LE | 2007 -2008                                                                                                   | 2009 | 2010                                                                                            | 2012-2014                                                                                       | 2015–present                                                                                    |
| Engine                                    | Engine                                                                                            | Engine                                                                             | Engine                                                                             | Engine                                                                             | Engine                                                                                            | Engine | Engine | Engine | Engine                                                                                          | Engine                                                                                          | Engine                                                                                          |
| ----------------------------------------- | ------------------------------------------------------------------------------------------------- | ---------------------------------------------------------------------------------- | ---------------------------------------------------------------------------------- | ---------------------------------------------------------------------------------- | ------------------------------------------------------------------------------------------------- | --- | --- | --- | ----------------------------------------------------------------------------------------------- | ----------------------------------------------------------------------------------------------- | ----------------------------------------------------------------------------------------------- |
| Type                                      | 998 centímetros cúbicos (1 L), liquid-cooled, 20-valve, DOHC, inline four-cylinder                | 998 centímetros cúbicos (1 L), liquid-cooled, 20-valve, DOHC, inline four-cylinder | 998 centímetros cúbicos (1 L), liquid-cooled, 20-valve, DOHC, inline four-cylinder | 998 centímetros cúbicos (1 L), liquid-cooled, 20-valve, DOHC, inline four-cylinder | 998 centímetros cúbicos (1 L), liquid-cooled, 20-valve, DOHC, inline four-cylinder                | 998 centímetros cúbicos (1 L), liquid-cooled, 20-valve, DOHC, inline four-cylinder                                            | 998 cc, liquid-cooled, 16-valve, DOHC, inline four-cylinder                                                  | 998 cc, liquid-cooled, 16-valve (titanium), DOHC, in-line four-cylinder, cross-plane crankshaft              | 998 cc, liquid-cooled, 16-valve (titanium), DOHC, in-line four-cylinder, cross-plane crankshaft | 998 cc, liquid-cooled, 16-valve (titanium), DOHC, in-line four-cylinder, cross-plane crankshaft | 998 cc, liquid-cooled, 16-valve (titanium), DOHC, in-line four-cylinder, cross-plane crankshaft |
| Bore × stroke                             | 74 x 58 milímetros (2,9 x 2,3 plg)                                                                | 74 x 58 milímetros (2,9 x 2,3 plg)                                                 | 74 x 58 milímetros (2,9 x 2,3 plg)                                                 | 77 x 53,6 milímetros (3 x 2,1 plg)                                                 | 77 x 53,6 milímetros (3 x 2,1 plg)                                                                | 77 x 53,6 milímetros (3 x 2,1 plg)                                                                                            | 77 x 53,6 milímetros (3 x 2,1 plg)                                                                           | 78 x 52,2 milímetros (3,1 x 2,1 plg)                                                                         | 78 x 52,2 milímetros (3,1 x 2,1 plg)                                                            | 78 x 52,2 milímetros (3,1 x 2,1 plg)                                                            | 79.0 mm x 50.9 mm                                                                               |
| Fuel system                               | Carburetor                                                                                        | Mikuni BDSR40 carburetors with TPS                                                 | Mikuni fuel injection                                                              | Fuel injection, motor-driven secondary throttle valves                             | Fuel injection, dual-valve throttle bodies with motor-driven secondary valves                     | Fuel injection, dual-valve throttle bodies with motor-driven secondary valves                                                 | Fuel Injection with YCC-T and YCC-I                                                                          | Fuel Injection with YCC-T and YCC-I                                                                          | Fuel Injection with YCC-T and YCC-I                                                             | Fuel Injection with YCC-T and YCC-I                                                             | Fuel Injection with YCC-T and YCC-I                                                             |
| Compression ratio                         | 11.8:1                                                                                            | 11.8:1                                                                             | 11.8:1                                                                             | 12.5:1                                                                             | 12.5:1                                                                                            | 12.5:1 | 12.7:1 | 12.3 : 1 | 12.3 : 1                                                                                        | 12.3 : 1                                                                                        | 13.0 : 1                                                                                        |
| Rev limiter                               | 13,750 rpm                                                                                        | 13,750 rpm                                                                         | 13,750 rpm                                                                         | 13,750 rpm                                                                         | 13,750 rpm                                                                                        | 13,750 rpm | 13,750 rpm                                                                                                   | 13,750 rpm                                                                                                   | 13,750 rpm                                                                                      | 13,750 rpm                                                                                      | 13,750 rpm                                                                                      |
| Manufacturer rated horsepower (crank)     | 150 caballos (152,1 CV)                                                                           | 150 caballos (152,1 CV) @ 10,000 rpm                                               | 152 caballos (154,1 CV) @ 10,500 rpm                                               | 172 caballos (174,4 CV), 180 caballos (182,5 CV) with ram air                      | 172 caballos (174,4 CV), 180 caballos (182,5 CV) with ram air                                     | 172 caballos (174,4 CV), 180 caballos (182,5 CV) with ram air                                                                 | 132,4 kilovatios (180 CV) @ 12,500 rpm / 139 kilovatios (189 CV) @ 12,500 rpm with ram air                   | 191 HP (193,6 CV) @ 12,500 rpm without ram air                                                               | 191 HP (193,6 CV) @ 12,500 rpm without ram air                                                  | 191 HP (193,6 CV) @ 12,500 rpm without ram air                                                  | 199 HP (201,8 CV) 200 caballos (202,8 CV)(with track only Circuit ECU)                          |
| Rear wheel horsepower                     | 129,4 caballos (131,2 CV), 129,3 caballos (131,1 CV) @ 10,550 rpm                                 | 130 caballos (131,8 CV)                                                            | 127,2 caballos (129 CV), 134,1 caballos (136 CV) @10,800 rpm                       |                                                                                    |                                                                                                   | | 152,9 caballos (155 CV) @ 10,160 rpm, 156,7 caballos (158,9 CV)                                              | 180,7 HP (183,2 CV)                                                                                          | 180,7 HP (183,2 CV)                                                                             | 180,7 HP (183,2 CV)                                                                             | 188,4 HP (191 CV)@ 12,720 rpm                                                                   |
| Torque                                    | 72,7 pies·libra fuerza (98,6 N·m), 72 pies·libra fuerza (97,6 N·m) @ 8,250 rpm                    |                                                                                    | 70,4 pies·libra fuerza (95,4 N·m)                                                  |                                                                                    | 106,6 newtons·metro (78,6 lb·pie) @ 10,500 rpm (claimed)                                          | | 75,5 pies·libra fuerza (102,4 N·m), 73,6 pies·libra fuerza (99,8 N·m) @ 8,150 rpm                            | 76,2 lb·pie (103,3 N·m)                                                                                      | 76,2 lb·pie (103,3 N·m)                                                                         | 76,2 lb·pie (103,3 N·m)                                                                         | 78,6 lb·pie (106,6 N·m),@ 8,790 rpm (rear wheel)                                                |
| Final drive                               | #530 O-ring chain                                                                                 | #530 O-ring chain                                                                  | #530 O-ring chain                                                                  | #530 O-ring chain                                                                  | #530 O-ring chain                                                                                 | #530 O-ring chain | #530 O-ring chain                                                                                            | #530 O-ring chain                                                                                            | #530 O-ring chain                                                                               | #530 O-ring chain                                                                               | 525 O-ring chain                                                                                |
| Ignition                                  | TCI                                                                                               | TCI                                                                                | TCI                                                                                | TCI                                                                                | TCI                                                                                               | TCI | TCI | TCI | TCI                                                                                             | TCI                                                                                             | TCI                                                                                             |
| Transmission                              | 6-speed w/ multi-plate clutch                                                                     | 6-speed w/ multi-plate clutch                                                      | 6-speed w/ multi-plate clutch                                                      | 6-speed w/ multi-plate clutch                                                      | 6-speed w/ multi-plate clutch                                                                     | 6-speed w/ multi-plate slipper clutch                                                                                         | 6-speed w/ multi-plate slipper clutch                                                                        | 6-speed w/ multi-plate slipper clutch                                                                        | 6-speed w/ multi-plate slipper clutch                                                           | 6-speed w/ multi-plate slipper clutch                                                           | 6-speed w/multi-plate coil spring slipper clutch                                                |
| Chassis                                   |                                                                                                   |                                                                                    |                                                                                    |                                                                                    |                                                                                                   | | | |                                                                                                 |                                                                                                 |                                                                                                 |
| Brakes/Front                              | Dual 298 mm discs                                                                                 | Dual 298 mm discs                                                                  | Dual 298 mm discs                                                                  | Dual 320 mm discs, radial calipers                                                 | Dual 320 mm discs, radial calipers                                                                | Dual 320 mm discs, radial calipers                                                                                            | Dual 310 mm discs, radial-mount forged 6-piston calipers                                                     | Dual 310 mm discs, radial-mount forged 6-piston calipers                                                     | Dual 310 mm discs, radial-mount forged 6-piston calipers                                        | Dual 310 mm discs, radial-mount forged 6-piston calipers                                        | Hydraulic dual disc, Ø 320 mm                                                                   |
| Brakes/Rear                               | Single Piston (Pin Sliding) Caliper w/ 240 mm disc                                                | Single Piston (Pin Sliding) Caliper w/ 240 mm disc                                 | Single Piston (Pin Sliding) Caliper w/ 220 mm disc                                 | Single Piston (Pin Sliding) Caliper w/ 220 mm disc                                 | Single Piston (Pin Sliding) Caliper w/ 220 mm disc                                                | Single Piston (Pin Sliding) Caliper w/ 220 mm disc                                                                            | Single Piston (Pin Sliding) Caliper w/ 220 mm disc                                                           | Single Piston (Pin Sliding) Caliper w/ 220 mm disc                                                           | Single Piston (Pin Sliding) Caliper w/ 220 mm disc                                              | Single Piston (Pin Sliding) Caliper w/ 220 mm disc                                              | Single Piston (Pin Sliding) Caliper w/ 220 mm disc                                              |
| Suspension/Front                          | 41 mm inverted telescopic fork                                                                    | 41 mm inverted telescopic fork                                                     | 43 mm inverted telescopic fork, 120 milímetros (4,7 plg) travel                    | 43 mm inverted telescopic fork, 120 milímetros (4,7 plg) travel                    | 43 mm inverted telescopic fork, 120 milímetros (4,7 plg) travel                                   | 43 mm inverted telescopic fork, 120 milímetros (4,7 plg) travel                                                               | 43 mm inverted telescopic fork, 120 milímetros (4,7 plg) travel                                              | 43 mm inverted telescopic fork, 120 milímetros (4,7 plg) travel                                              | 43 mm inverted telescopic fork, 120 milímetros (4,7 plg) travel                                 | 43 mm inverted telescopic fork, 120 milímetros (4,7 plg) travel                                 |                                                                                                 |
| Suspension/Rear                           | Single shock, adj. preload, compression damping, rebound damping, 130 milímetros (5,1 plg) travel |                                                                                    |                                                                                    | Single shock, 130 milímetros (5,1 plg) travel                                      | Single shock, adj. preload, compression damping, rebound damping, 130 milímetros (5,1 plg) travel | Single Öhlins shock, adj. preload, adj. high-/low-speed compression damping, rebound damping, 130 milímetros (5,1 plg) travel | Single shock, piggyback reservoir, spring preload, adj. high-/low-speed compression damping, rebound damping | Single shock, piggyback reservoir, spring preload, adj. high-/low-speed compression damping, rebound damping | Swingarm, 120 mm travel                                                                         | (link suspension), Monoshock, 120 mm travel                                                     | Swingarm, (link suspension), 120 mm travel                                                      |
| Tires/Front                               | 120/70-ZR17                                                                                       | 120/70-ZR17                                                                        | 120/70-ZR17                                                                        | 120/70-ZR17                                                                        | 120/70-ZR17                                                                                       | 120/70-ZR17 | 120/70-ZR17                                                                                                  | 120/70-ZR17                                                                                                  | 120/70-ZR17                                                                                     | 120/70-ZR17                                                                                     | 120/70-ZR17                                                                                     |
| Tires/Rear                                | 190/50-ZR17                                                                                       | 190/50-ZR17                                                                        | 190/50-ZR17                                                                        | 190/50-ZR17                                                                        | 190/50-ZR17                                                                                       | 190/50-ZR17 | 190/50-ZR17                                                                                                  | 190/55-ZR17                                                                                                  | 190/55-ZR17                                                                                     | 190/55-ZR17                                                                                     | 190/55-ZR17                                                                                     |
| Dimensions                                |                                                                                                   |                                                                                    |                                                                                    |                                                                                    |                                                                                                   | | | |                                                                                                 |                                                                                                 |                                                                                                 |
| Length                                    |                                                                                                   | 2035 milímetros (80,1 plg)                                                         | 2035 milímetros (80,1 plg)                                                         | 2065 milímetros (81,3 plg)                                                         | 82,1 plg (208,5 cm)                                                                               | 82,1 plg (208,5 cm) | 81,1 plg (206 cm)                                                                                            | 81,5 plg (207 cm)                                                                                            | 2070 milímetros (81,5 plg)                                                                      | 2070 milímetros (81,5 plg)                                                                      | 2055 milímetros (80,9 plg)                                                                      |
| Width                                     |                                                                                                   | 695 milímetros (27,4 plg)                                                          |                                                                                    | 720 milímetros (28,3 plg)                                                          | 28,3 plg (71,9 cm)                                                                                | 28,3 plg (71,9 cm) | 28,3 plg (71,9 cm)                                                                                           | 28,1 plg (71,4 cm)                                                                                           | 715 milímetros (28,1 plg)                                                                       | 715 milímetros (28,1 plg)                                                                       | 690 milímetros (27,2 plg)                                                                       |
| Height                                    |                                                                                                   | 1095 milímetros (43,1 plg)                                                         |                                                                                    | 1105 milímetros (43,5 plg)                                                         | 43,5 plg (110,5 cm)                                                                               | 43,5 plg (110,5 cm) | 43,7 plg (111 cm)                                                                                            | 44,5 plg (113 cm)                                                                                            | 1130 milímetros (44,5 plg)                                                                      | 1130 milímetros (44,5 plg)                                                                      | 1150 milímetros (45,3 plg)                                                                      |
| Seat height                               | 800 milímetros (31,5 plg)                                                                         | 815 milímetros (32,1 plg)                                                          | 818 milímetros (32,2 plg)                                                          | 815 milímetros (32,1 plg)                                                          | 835 milímetros (32,9 plg)                                                                         | 835 milímetros (32,9 plg) | 835 milímetros (32,9 plg)                                                                                    | 32,8 plg (83,3 cm)                                                                                           | 835 milímetros (32,9 plg)                                                                       | 835 milímetros (32,9 plg)                                                                       | 855 milímetros (33,7 plg)                                                                       |
| Wheelbase                                 | 1415 milímetros (55,7 plg) (1394 milímetros (54,9 plg) claimed)                                   | 1395 milímetros (54,9 plg)                                                         | 1395 milímetros (54,9 plg)                                                         | 1395 milímetros (54,9 plg)                                                         | 1415 milímetros (55,7 plg)                                                                        | 1415 milímetros (55,7 plg) | 1415 milímetros (55,7 plg)                                                                                   | 1415 milímetros (55,7 plg)                                                                                   | 1415 milímetros (55,7 plg)                                                                      | 1415 milímetros (55,7 plg)                                                                      | 1415 milímetros (55,7 plg)                                                                      |
| Rake                                      | 24.0°                                                                                             | 24.0°                                                                              | 24.0°                                                                              | 24.0°                                                                              | 24.0°                                                                                             | 24.0° | 24.0° | 24.0° | 24.0°                                                                                           | 24.0°                                                                                           | 24.0°                                                                                           |
| Trail                                     |                                                                                                   | 92 milímetros (3,6 plg)                                                            | 103 milímetros (4,1 plg)                                                           | 3,8 plg (9,7 cm)                                                                   | 3,8 plg (9,7 cm)                                                                                  | 3,8 plg (9,7 cm) | 4 plg (10,2 cm)                                                                                              | 4 plg (10,2 cm)                                                                                              |                                                                                                 | 102 milímetros (4 plg)                                                                          | 102 milímetros (4 plg)                                                                          |
| Fuel capacity                             | 18 litros (4,8 galAm)                                                                             | 18 litros (4,8 galAm)                                                              | 17 litros (4,5 galAm)                                                              | 18 litros (4,8 galAm)                                                              | 18 litros (4,8 galAm)                                                                             | 18 litros (4,8 galAm) | 18 litros (4,8 galAm)                                                                                        | 18 litros (4,8 galAm)                                                                                        | 18 litros (4,8 galAm)                                                                           | 18 litros (4,8 galAm)                                                                           | 17 litros (4,5 galAm)                                                                           |
| Dry weight                                | 190,1 kilogramos (419,1 lb)                                                                       | 187,8 kilogramos (414 lb)                                                          | 412 lb (186,9 kg)                                                                  | 172 kilogramos (379,2 lb)                                                          | 172,8 kilogramos (381 lb)                                                                         | 173,7 kilogramos (382,9 lb)                                                                                                   | 177 kilogramos (390,2 lb)                                                                                    | 177 kilogramos (390,2 lb), 203,2 kilogramos (448 lb)                                                         |                                                                                                 |                                                                                                 |                                                                                                 |
| Wet weight (incl. oil and full fuel tank) | 198,2 kilogramos (437 lb) (claimed)                                                               | 200,9 kilogramos (442,9 lb)                                                        | 193 kilogramos (425,5 lb), 194 kilogramos (427,7 lb) (Cali)                        |                                                                                    |                                                                                                   | | | 206 kilogramos (454,2 lb) (claimed), 216,4 kilogramos (477,1 lb)                                             | 206 kg                                                                                          | 206 kg                                                                                          | 199 kg (439 lb)                                                                                 |
| Performance                               |                                                                                                   |                                                                                    |                                                                                    |                                                                                    |                                                                                                   | | | |                                                                                                 |                                                                                                 |                                                                                                 |
| Top speed                                 | 168 mph (270,4 km/h)                                                                              |                                                                                    | 173 mph (278,4 km/h)                                                               | 179 mph (288,1 km/h)                                                               |                                                                                                   | | 182 mph (292,9 km/h)                                                                                         | 182 mph (292,9 km/h)                                                                                         | 182 mph (292,9 km/h)                                                                            | 182 mph (292,9 km/h)                                                                            | 182 mph (292,9 km/h)                                                                            |
| 0 a 60 mph (0 a 96,6 km/h)                | 2.96 sec.                                                                                         |                                                                                    | 2.99 sec.                                                                          | 3.04 sec.                                                                          |                                                                                                   | | 2.64 sec. | 2.64 sec. | 2.64 sec.                                                                                       | 2.64 sec.                                                                                       | 2.64 sec.                                                                                       |
| 0 a 100 mph (0 a 160,9 km/h)              | 5.93 sec.                                                                                         |                                                                                    | 5.79 sec.                                                                          | 5.42 sec.                                                                          |                                                                                                   | | 5.12 sec. | 5.12 sec. | 5.12 sec.                                                                                       | 5.12 sec.                                                                                       | 5.12 sec.                                                                                       |
| 0 a 1/4 de milla (0 a 0,4 km)             | 10.19 sec.                                                                                        |                                                                                    | 10.17 sec.                                                                         | 9.90 sec.                                                                          |                                                                                                   | | 9.88 sec. | 10.05 sec.                                                                                                   |                                                                                                 |                                                                                                 | 10.31 @ 148.12 10.11 sec. @ 146.62 mph 9.83 sec. @ 149.91 mph                                   |
| Braking 60 a 0 mph (96,6 a 0 km/h)        | 113,9 pies (34,7 m)                                                                               |                                                                                    | 115,3 pies (35,1 m)                                                                | 117,3 pies (35,8 m)                                                                |                                                                                                   | | 117,9 pies (35,9 m)                                                                                          | 124 pies (37,8 m)                                                                                            |                                                                                                 |                                                                                                 | 126 pies (38,4 m)                                                                               |
| Fuel consumption                          | 42,8 mpgAm (18,2 km/L)                                                                            |                                                                                    | 41,5 mpgAm (17,6 km/L)                                                             | 41,6 mpgAm (17,7 km/L)                                                             |                                                                                                   | | 36 mpgAm (15,3 km/L)                                                                                         | 29,4 mpgAm (12,5 km/L)                                                                                       |                                                                                                 |                                                                                                 |                                                                                                 |
| CO2                                       |                                                                                                   |                                                                                    |                                                                                    |                                                                                    |                                                                                                   | | | |                                                                                                 |                                                                                                 | 168g/km                                                                                         |